# Phiona Mutesi
Phiona Mutesi (Kampala, 1996. március 28. –) ugandai sakkozó. Háromszor nyerte meg a sakkbajnokságot, és négyszer képviselte az országot a sakkolimpián. Életéből 2012-ben könyv, 2016-ban film készült Katwe királynője (Queen of Katwe) címen.

## Sakk karrier
2010-ben a sakkolimpián 6 játszmát játszott a 2. táblán és egyet az 1. táblán. A 7 játszmából 1,5 pontot ért el.
2012-ben nyerte meg harmadszor az ugandai lány sakk bajnokságot.
Szintén 2012-ben az Isztambulban rendezett 40. sakk olimpián megnyerte a lejátszott 9 játszma felét, ami feltétele volt a női sakknagymester-jelölt (Woman Candidate Master) cím elnyeréséhez. Ezzel az eredménnyel ő lett az első ugandai nő akit mester címre jelöltek.
Ugyanebben az évben ő volt az első női játékos, aki megnyerte a nyílt kategóriában az ugandai nemzeti sakkbajnokságot.
2013-ban ismét indult a nyílt kategóriában az ugandai nemzeti sakkbajnokságon, ahol a legjobb lett a 20 éven aluliak kategóriájában, azonban a nyílt kategóriát nem sikerült megnyernie.
A 2014-es 41. és 2016-ban a 42. sakk olimpián képviselte Ugandát.